# 劉子房
劉子房（456年—466年10月25日），字孝良，刘宋皇子，宋孝武帝劉駿第六子，母為何淑仪。

## 生平
大明四年正月庚寅（460年3月5日），封寻阳王，食邑二千户，加号冠军将军，任淮南、宣城二郡太守。大明五年九月丁丑（461年10月13日），以冠軍將軍號改任南豫州刺史、淮南太守。大明六年（462年），改领宣城太守。大明七年（463年），进号右将军，解任宣城太守。大明八年十二月壬辰（465年2月9日），宋廷改稱王畿範圍為揚州，而原本稱揚州部分改為東揚州，劉子房又於永光元年正月戊午（465年3月7日），改任东扬州刺史。景和元年（465年），宋廷又將東揚州併入揚州，子房遂改督会稽、东阳、新安、临海、永嘉五郡诸军事、会稽太守，續守原地。
泰始元年十二月甲申（466年1月27日），宋明帝在即位後不久即进子房為安东将军，但當時子房在行會稽郡事的孔覬主導下拒不受命，與三吳諸郡而支持三兄晉安王劉子勛。泰始二年正月初七（466年2月7日），邓琬等奉劉子勋为帝，改元義嘉，进劉子房号车骑将军、开府仪同三司；另外明帝又改子房為撫軍將軍，領太常，但子房仍拒絕明帝一方任命。同年二月二十一日（466年3月23日），反抗明帝的三吳地方相繼遭明帝軍佔領，會稽將陷时上虞令王晏起兵支持明帝，囚禁劉子房，後吳喜將子房押送建康。三月戊戌（466年4月11日），明帝贬劉子房爵为松滋县侯，食邑千戶。
刘子勋败亡后，明帝待刘子房兄弟如初，但明帝弟建安王刘休仁称他们必为后患。十月乙卯（466年10月25日），劉子房与永嘉王劉子仁、始安王劉子真、淮南王劉子孟、南平王劉子产、庐陵王劉子舆一并被赐死。享年十一歲。